# Cyrtophorus verrucosus
Cyrtophorus verrucosus é uma espécie de coleóptero da tribo Anaglyptini (Cerambycinae); com distribuição restrita à América do Norte.